# Nowaja Dubrowa (obwód homelski)
Nowaja Dubrowa (biał. Новая Дуброва; ros. Новая Дуброва, Nowaja Dubrowa; pol. hist. Dubrowa Nowa) – wieś na Białorusi, w obwodzie homelskim, w rejonie oktiabrskim, w sielsowiecie Oktiabrski.
Znajduje tu się przystanek kolejowy Nowaja Dubrowa, położony na linii Bobrujsk – Rabkor.

## Historia
W XIX i w początkach XX w. położona była w Rosji, w guberni mińskiej, w powiecie bobrujskim. Po I wojnie światowej pod administracją polską, w Zarządzie Cywilnym Ziem Wschodnich, w okręgu mińskim, w powiecie bobrujskim. W wyniku traktatu ryskiego znalazła się w granicach Związku Sowieckiego. Od 1991 w niepodległej Białorusi.